# Flugunfall einer Swearingen Metro der Pioneer Airlines
Der Flugunfall einer Swearingen Metro der Pioneer Airlines ereignete sich am 7. Dezember 1982. An diesem Tag verkehrte eine Swearingen SA227-AC Metro III der Fluggesellschaft Pioneer Airlines auf einem Frachtflug von Santa Fe in New Mexico nach Pueblo in Colorado. Kurz vor der Landung wurde die Maschine ins Gelände geflogen, wobei die beiden an Bord befindlichen Piloten getötet wurden.

## Flugzeug
Bei der Maschine handelte es sich um eine 1981 gebaute Swearingen SA227-AC Metro III mit der Werksnummer AC-449 und der Modellseriennummer 449, die im Jahr 1981 ihren Erstflug absolvierte und am 25. Februar 1982 auf die Metro Partnership in Santa Barbara, Kalifornien mit dem Luftfahrzeugkennzeichen N30093 erstzugelassen wurde. Noch im gleichen Monat wurde die Maschine an die Pioneer Airlines weitergegeben. Das zweimotorige Regionalverkehrsflugzeug war mit zwei Turboproptriebwerken des Typs Garrett TPE331-11U ausgestattet. Bis zum Zeitpunkt des Unfalls hatte die Maschine 2269 Betriebsstunden absolviert.

## Besatzung und Flugplan
Es befand sich lediglich eine zweiköpfige Besatzung an Bord, bestehend aus einem Kapitän und einem Ersten Offizier. Mit der Maschine wurde ein Linienfrachtflug von Santa Fe in New Mexico nach Pueblo in Colorado durchgeführt. Der Kapitän, der auf dem Flug die Maschine steuerte, verfügte über 8534 Stunden Flugerfahrung, darunter 945 mit der Swearingen Metro.

## Flugverlauf und Unfallhergang
Der Start in Santa Fe sowie der Reiseflug in Richtung Pueblo verliefen routinemäßig. Im Anflug auf den Zielflughafen erhielt die Besatzung um 19:06 Uhr die Freigabe zum Sinkflug auf 7500 Fuß sowie die Anweisung, diese Höhe anschließend zu halten. Für einen radargeführten Anflug (ASR APCH = Airport Surveillance Radar approach) auf den Pueblo Memorial Airport sollte die Maschine nach rechts auf einen Steuerkurs von 040° (≈Nordost) drehen. Außerdem wurden die Piloten auf die Mindestsinkflughöhe (MDA) von 5200 Fuß hingewiesen. Dieser Funkspruch des Anfluglotsen wurde von dem Piloten falsch wiederholt: „Left to one forty five two zero zero“ (Nach links auf [Steuerkurs] 140° (≈Südost), [Höhe] 5200). Der Anfluglotse wies darauf hin, dass der korrekte Steuerkurs 040° lautete, was die Besatzung dann auch bestätigte. Dies war der letzte Funkspruch der Besatzung. Zum Unfallzeitpunkt herrschten Instrumentenflugbedingungen. Wie sich später herausstellte, war die Metro aus einer horizontalen Fluglage mit einer Fluggeschwindigkeit von mehr als 200 Meilen pro Stunde (mehr als 320 km/h) ins Gelände einer Tundralandschaft geflogen, es handelte sich damit um einen Controlled flight into terrain.

## Ursache
Zunächst konnte nicht festgestellt werden, wieso die Maschine verunglückt war. Bei der Autopsie wurde aspirierter Mageninhalt in der Luftröhre und Lunge des Ersten Offiziers vorgefunden. Die Ermittler schlossen daraus, dass es zu einem medizinischen Notfall an Bord der Maschine gekommen war. Nachdem der Erste Offizier sich erbrochen hatte und dabei war, an seinem Erbrochenen zu ersticken, habe der Kapitän vermutlich versucht, ihm zu helfen und sei dabei von seiner eigentlichen Aufgabe, die Maschine zu fliegen, abgelenkt gewesen und habe das Flugzeug in den Boden gelenkt. Ein anderer Pilot der Fluggesellschaft bestätigte später, dass der Erste Offizier sich bereits drei Wochen zuvor auf einem anderen Flug erbrochen habe.